# Plougar
Plougar település Franciaországban, Finistère megyében. Lakosainak száma 790 fő (2022. január 1.). Plougar Bodilis, Plougourvest, Plouzévédé, Saint-Derrien, Saint-Servais és Saint-Vougay községekkel határos.

## Népesség
A település népességének változása:
| Lakosok száma | 854  | 745  | 672  | 716  | 788  | 785  | 785  | 791  | 794  | 790  |
|               | 1968 | 1982 | 1990 | 2006 | 2013 | 2015 | 2017 | 2019 | 2020 | 2022 |